# Ayumi Macías
Allyson Ayumi Macías Alba, conocida como Ayumi Macías, (1 de enero de 1997, Aguascalientes, Mexico) es una nadadora mexicana.

## Carrera deportiva
Convertida en una de las mejores nadadoras en Aguascalientes, Ayumi Macías, comenzó a entrenar desde la temprana edad de tan solo 7 años, ambos de sus hermanos eran buenos nadadores, por lo que esto la motivo a querer lograr romper récords y ganar medallas como ellos. Desde los 9 años pertenece a acuática nelsonvargas Aguascalientes, por lo que ha generado una muy buena relación con el profesor Nelson Vargas.

## Premios
La deportista fue ganadora de la Olimpiada Nacional en 800 metros libres en 2010, 2011 y 2013, además ganó el Premio Estatal del Deporte en el 2013 y el premio a la Excelencia Deportiva en la categoría juvenil.
En la Olimpiada Nacional 2014, la deportista ganó tres medallas de oro en las pruebas de 400, 800 y 1500 metros libres, una medalla de plata en 200 metros de dorso y además dos de bronce en los 200 metros libres y 400 metros en combinado individual.
En 2014, además logró llevarse la medalla de oro en la categoría de 800 metros libres en el Festival Deportivo Panamericano y también logró colocarse en el quinto lugar mundial de los Juegos Olímpicos Juveniles de Nanjing dentro de esa misma categoría. Después de esto, participó en los Panamericanos de 2015, donde obtuvo el decimoprimer lugar, quedándose cerca de los Olímpicos de Río.
La nadadora hidrocálida, se convirtió en la primera hidrocálida en conseguir tres medallas dentro de los Juegos Centroamericanos y del Caribe y  se ha convertido en una promesa mexicana dentro de la natación.